# زول (سرده)
زول،با نام‌های دیگر: باباخازن، زولنگ چرخله، بوقناق (نام علمی: Eryngium) نام یک سرده از تیره چتریان است. این جنس در ایران ۹ گونه گیاه علفی خاردار دارد که در سراسر ایران پراکنده‌اند و در ارتفاعات بالای 2800 متر میروید.
در آذربایجان این گیاه را با نام بوقناق می‌شناسند و در استان فارس و اصفهان به آن زول می‌گویند.
بوقناق یک گیاه دارویی تقریبا کمیاب است که در ارتفاعات و کوهپایه های ایران می‌روید.
این گیاه بصورت نر و ماده است و نوع نر آن بلند‌تر و نوع ماده آن کوتاه‌تر است.
در طب سنتی دمنوش آن برای بیماران مبتلا به دیابت و بیماری های کبد و تجویز می‌شود، همچنین عسل زول که حاصل از تغذیه زنبورها از گل های این گیاه است در بازار به عنوان عسل دیابتی به فروش می‌رسد. 
باید گفت که این گیاه به صورت عسل و یا عرق یا دمنوش اغلب مصرف می شود.  